# Dow Chemical Company
A The Dow Chemical Company (antiga DowElanco), comumente referida como Dow, é uma corporação estadunidense de produtos químicos, plásticos e agropecuários com sede em Midland, Michigan, Estados Unidos, atuando em numerosos setores, com igualmente numerosos produtos, e a predecessora da empresa incorporada DowDuPont. Em 2017, foi a segunda maior fabricante de produtos químicos do mundo em receita (depois da BASF) e, a partir de fevereiro de 2009, a terceira maior empresa química do mundo em capitalização de mercado (depois da BASF e da DuPont). Ela ficou em segundo lugar no mundo em produção química em 2014.
Dow fabrica produtos plásticos, químicos e agropecuários. Com presença em cerca de 160 países, emprega cerca de 54.000 pessoas em todo o mundo. A empresa possui sete segmentos operacionais diferentes, com uma ampla variedade de produtos feitos por cada um. As vendas da Dow em 2012 totalizaram aproximadamente US$ 57 bilhões. A Dow foi chamada de "empresa química das empresas químicas", em que a maioria de suas vendas é para outras indústrias, em vez de usuários finais. Dow também vende diretamente para os usuários finais, principalmente nos mercados de produtos para saúde humana e animal e de produtos de consumo.
Dow é membro do Conselho Americano de Química. O slogan da empresa é "Solucionismo".

Em 1º de setembro de 2017, fundiu-se à DuPont para criar a DowDuPont, a maior empresa química do mundo com valor estimado em US$ 130 bilhões e a maior em termos de vendas.[carece de fontes?] Em março de 2018, foi anunciado que Jeff Fettig será o presidente executivo da DowDuPont em 1º de julho de 2018, e Jim Fitterling será o CEO da Dow Chemical em 1º de abril de 2018.